# Suno AI
Suno AI es una herramienta de creación musical impulsada por inteligencia artificial que permite a los usuarios generar canciones realistas que combinan voces e instrumentación.  Es accesible a través del sitio web de Microsoft Copilot.  Opera haciendo coincidir la canción con las indicaciones proporcionadas por el usuario (conocido en inglés como prompt engineer), y aunque la compañía no revela el conjunto de datos utilizado para entrenar su IA, se ha protegido contra el plagio y los problemas de derechos de autor.   

## Historia
Fue fundado en 2023 por un equipo de músicos y expertos en inteligencia artificial con experiencia previa en empresas de tecnología como Meta, TikTok y Kensho, y tiene su sede en Cambridge.En abril de 2023, Suno lanzó su modelo de texto a voz y audio de código abierto llamado «Bark» en GitHub y Hugging Face, bajo la licencia MIT.El 21 de marzo de 2024, Suno lanzó la versión v3 para todos los usuarios.La nueva versión permite a los usuarios crear un número limitado de canciones de 2 minutos utilizando una cuenta gratuita.
El 1 de julio, Suno lanzó su aplicación móvil.

### Problemas legales
En junio de 2024, la Asociación de la Industria Discográfica de Estados Unidos (RIAA, en inglés) interpuso una demanda contra Suno y Udio, un generador de música, por supuesta infracción masiva de grabaciones sonoras con derechos de autor. La acción legal busca prohibir a estas empresas la formación sobre música con derechos de autor y exige indemnizaciones de hasta 150 000 dólares por cada infracción cometida.

## Funcionamiento
La inteligencia artificial de Suno funciona mediante dos modelos principales: Bark y Chirp, que trabajan juntos para generar tanto la voz como la música de una canción.Bark es el encargado de crear las melodías vocales, mientras que Chirp se ocupa de la música y los efectos de sonido.Estos modelos utilizan redes neuronales profundas para generar canciones a partir de un texto (en inglés prompt) que describe el tipo, el título y la letra de la canción. La inteligencia artificial analiza el texto y extrae las palabras clave, el ritmo, el tono y el estilo que se desea. Luego, crea una composición musical original que se adapta a la descripción, usando una gran base de datos de sonidos, instrumentos y voces.